# Parque nacional del Archipiélago Toscano
El Parque nacional Archipiélago Toscano fue instituido en el 1996 y está situado a lo largo de la Toscana, compuesto de:
Todas las islas principales del Archipiélago Toscano (Archipiélago de Tuscan).
- Isla Gorgona
- Isla Capraia
- Isla Elba
- Isla Pianosa
- Isla Montecristo
- Isla del Giglio
- Isla Giannutri

Islotes más pequeños en el canal de Piombino:
- Isla de Palmaiola
- Isla de Cerboli

Islas menores en el mar Tirreno:
- Formiche di Grosseto

Algunos escollos:
- Meloria, en el mar de Liguria
- En Elba: Formiche della Zanca, la Ogliera, el Escollo de Triglia, la Isla Corbella, la Isla Gemini, el Islote de Ortano, la Isla Topi y el Escollo del Portoferraio.
- Giglio: las islas Cappa
- Pianosa: La Scarpa y La Scola
- Capraia: La Peraiola
- Montecristo: Los Escollos de África

## Territorio

### Superficie
El parque tiene una superficie de 17 694 hectáreas de tierra y 61 474 de mar.

### Comunes
Campo de Elba, Capoliveri, Marciana, Marciana Marina, Porto Azzurro (Puerto Azul), Portoferraio, Río Marina, Río de Elba; Isla Capraia; Grosseto; Isla Giglio; Livorno.